# José Sempere Alfonsea
José Sempere Alfonsea (Santa Pola, Alicante, 21 de julio de 1933 - Puente de Inca, Baleares, 7 de mayo de 2003) fue un dirigente deportivo español. Fue fundador y presidente del Club de Fútbol Virgen de Lluc de Palma de Mallorca e impulsor del campo municipal Virgen de Lluc, que inicialmente tomó su nombre.

## Biografía
Sempere nació en Santa Pola en una familia de pescadores valencianos. Con quince años emigra a Mallorca y ejerció diversos empleos como albañil. Se estableció en el barrio de Virgen de Lluc de Palma de Mallorca, polígono residencial construido pocos años antes y con deficiencias de todo tipo. Con ayuda del párroco del barrio, Bartomeu Mateu Coll (1933-2000), proyectó fundar un club de fútbol con la intención de crear un punto de encuentro lúdico y formativo para los jóvenes del barrio.
Así nació el Club de Fútbol Virgen de Lluc en 1969, del cual Sempere fue presidente fundador. El terreno de juego fue habilitado en un descampado cercano, conocido como Villa María. Con Sempere a la cabeza, la entidad se caractarizó desde el principio por el factor formativo y fomentar el deporte de base, nutriéndose de gente del barrio, más que el competitivo. Además, fue el primer club mallorquín con equipo femenino estable entre 1970 y 1973, llegando a ser el más potente de la isla, cuyo potencial fue equiparable al de otros conjuntos de la península.
Como el Villa María era un campo precario y sin servicios básicos, Sempere impulsó la construcción de otro nuevo en mejores condiciones y con la colaboración de todos los vecinos que se prestaron a ello. Fue inaugurado el 10 de agosto de 1974 y bautizado como Campo José Sempere, por decisión de la junta directiva del club, como reconocimiento a su esfuerzo y dedicación.
Sempere fue presidente del CF Virgen de Lluc hasta mediados de los años 80. Fue sucedido por su cuñado, Práxedes Garrido. Siguió ligado al mundo del fútbol a través de la Federación Balear de Fútbol, desempeñando diversos cargos. Sempere falleció en el vecino barrio del Puente de Inca, en el término municipal de Marrachí, el 7 de mayo de 2003.
Poco antes de fallecer en 2022 el Campo José Sempere fue clausurado por su mal estado, cuando Sempere se encontraba retirado del ámbito deportivo. No reabrió hasta 2024, adquirido por el Ayuntamiento de Palma, pero perdió el nombre original. Por su parte, el CF Virgen de Lluc cesó su actividad en paralelo a la clausura del campo, aunque renació en cuanto el terreno de juego fue recuperado.